# 米哈伊爾·普雷特涅夫
米哈伊爾·瓦西里維奇·普雷特涅夫（俄语：Михаи́л Васи́льевич Плетнёв，羅馬化：Mikha'il Vas'ilevič Plet'nëv，1957年4月14日—），俄罗斯钢琴家、指挥家和作曲家。
生於俄國阿甘折，雙親均為音樂家。13歲時進入莫斯科音樂學院，在雅科夫·弗利爾（Yakov Flier）與列夫·弗拉先科（Lev Vlasenko）門下學習。1978年，年僅21歲的普雷特涅夫在第六屆柴科夫斯基大賽中贏得金牌，讓之前已受蘇聯樂界矚目的他，進一步受到國際樂界的注意與肯定。
1990年，普雷特涅夫在許多俄羅斯音樂家的支持下，創立了俄羅斯國家管弦樂團（Russian National Orchestra，RNO），也是俄羅斯第一個不受政府管理的獨立樂團。在一流音樂家的加入，以及普雷特涅夫的領導下，RNO的演出很快便獲得眾多好評，並躋身世界頂尖樂團之列。
普雷特涅夫除了自己的鋼琴演奏事業外，經常指揮RNO或其它樂團，他本身也是位才華洋溢的作曲家。自2006年末起，他暫停鋼琴獨奏生涯，表示日後重心將放在指揮與作曲上。

## 獲獎與榮譽
- 2007年獲俄國《文化報》（Газета "Культура"）選為2007年年度指揮[2]
- 2006年留聲機獎（Gramophone Awards）最佳室內樂專輯：《塔涅耶夫室內樂》（DG 477 541-9）；鋼琴：普雷特涅夫、小提琴：列賓、格林戈爾茨、中提琴：今井信子、大提琴：哈瑞爾。
- 2005年俄羅斯联邦國家獎（普京頒獎）
- 2005年俄羅斯「勝利基金會」之「勝利獎」
- 2005年歐洲文化基金會（英语：European Cultural Foundation）（European Foundation for Culture）「歐洲文化獎—指揮」。
- 2005年第47屆葛萊美獎「最佳室內樂演奏」：《普雷特涅夫：根據普羅高菲夫芭蕾音樂〈灰姑娘〉所寫的雙鋼琴組曲／拉威爾：鋼琴四手聯彈〈鵝媽媽〉》（DG 474 817-2）；鋼琴：普雷特涅夫、阿格麗希
- 2002年俄羅斯聯邦第一國家獎（普京頒獎）
- 2001年回聲音乐獎（Echo Award）器樂獨奏：《普雷特涅夫：卡內基音樂廳獨奏會實況》（Live at Carnegie Hall）
- 1999年回聲音乐獎（Echo Award）器樂獨奏：《史克里亞賓：24首前奏曲、鋼琴奏鳴曲集》（Scriabin: 24 Preludes Op.11, Piano Sonatas Nos 4 & 10, etc.）
- 1995年俄羅斯聯邦第一國家獎（葉爾欽頒獎）。
- 1978年第六屆柴科夫斯基大賽金牌暨鋼琴組第一名。

## 作品節選

### 創作
- 管弦樂曲三折畫（Triptych for Symphony Orchestra），1979
- 為鋼琴與管弦樂團所寫的隨想曲（Capriccio for Piano and Orchestra），1985
- 古典交響曲（Classical Symphony），1988
- 中提琴協奏曲（Viola Concerto），1997
- 為五把低音提琴所寫的慢板（Adagio for Five Double Basses），2000
- 根據羅曼·謝弗 (Роман Сеф)的詩寫成的十首兒童歌曲，創作年代不詳
- 兒童歌曲《小浣熊》(Маленький енот)（尼可萊·多布隆拉沃夫詞），創作年代不詳
- 兒童歌曲《等待鳥兒到來》(Прилетайте птицы)（V .普雷特涅夫詞），創作年代不詳
- 為雙鋼琴與室內樂團所寫的瑞士幻想曲（Fantasia Helvetica for two pianos and chamber orchestra），2006

### 改編
- 根據柴科夫斯基芭蕾音樂胡桃鉗為鋼琴改編的音樂組曲，1977
- 根據柴科夫斯基芭蕾音樂睡美人為鋼琴改編的音樂組曲，1978
- 根據謝德林芭蕾安娜·卡列尼娜為鋼琴改編的前奏曲與賽馬場景，1978
- 貝多芬D大調小提琴協奏曲單簧管版，1996
- 根據普羅高菲夫芭蕾音樂灰姑娘所寫的雙鋼琴組曲，2002

### 商業錄音
- (CD). 20世紀偉大鋼琴家（英语：Great Pianists of the 20th Century） 77. Philips Classics. 1998. 456 931-2.
- . Virgin Classics. 2001. Barcode 724356225923.

## 爭議
- 2010年7月，他遭泰國芭堤雅警方指控涉嫌性侵一名14歲男童，後獲准保釋及離境，但要每12天向法庭報到。普雷特涅夫否認有不法行為[3]，在與樂團的巡迴演出中亦依約回泰國報到。2010年12月，在沒有事證支持下，泰國法院正式結案，未對普雷特涅夫做出任何起訴[4]。

## 其他
關於普雷特涅夫的音樂理念有諸多報導：
- 關於自己的定位：
  - 我是個演奏者，我就是演奏。（PianoNews訪問）
  - 我是個「愛樂者」（Musikliebhaber）。（PianoNews訪問）
  - 對我來說，多方面的嘗試完全是很平常的，我並不把自己定位成鋼琴家或指揮家，我是個音樂家。[5]
- 關於自己的演奏：找出新的色彩賦予新意，這並不是我的目的。我只是聽到什麼就彈什麼。[...]要找的話，總是能找出新東西的。我的意思是那並不是我擅長的，我擅長的是自然地演奏，本能地演奏。[6]
- 關於作曲的難處：一方面，因為前人已經寫出了這麼多美好的音樂；另一方面，當你不斷地演奏其他作曲家的作品，我指的不但是從頭彈到尾，而且還是不斷地體驗，在這種情況下，你很難去作曲，因為受到影響太大了。（PianoNews訪問）
- 關於詮釋：
  - 對任何作曲家而言，他的音樂作品就像自己的「孩子」一樣，但小孩子總是會長大，會離開家裡，與其他人（演奏者）相遇。[7]
  - 我在詮釋上的自由是無限的，我演奏的不是音符，而是音符之後甚至是音符之間的內涵。你要真實地呈現作品的精神，而不是只彈奏出音符而已。[8]
  - 分析總是帶著情感，兩者是分不開的。[8]
- 關於現代音樂：
  - 我認為，這些音樂無法流傳後世。有實驗精神是很好，但是除了實驗以外，也必須要能引起感動。而這些音樂沒有感動，只有太多的實驗。（PianoNews訪問）
  - 這些現代音樂，完全沒有情感的成分，大家只要看看它們的結構就可以了。只要不去演奏這種音樂，它們「聽」起來還好聽些。我其實很喜歡看它們的譜，因為看起來很漂亮。（PianoNews訪問）
- 關於錄音：錄音一定要能忠實呈現鋼琴家實際的演奏狀況。如果一個獨奏者經常會彈錯音符，那CD聽起來也就要是這樣。現在的剪接技術太進步，什麼都可以剪，這樣就無法知道實際的演奏到底如何。[6]

## 外部連結
- 米哈伊爾·普雷特涅夫的Discogs页面（英文）
- 俄羅斯國家管弦樂團 （页面存档备份，存于）（英文）